# Ladonia (Alabama)
Ladonia es un lugar designado por el censo ubicado en el condado de Russell en el estado estadounidense de Alabama. En el año 2000 tenía una población de 3229 habitantes y una densidad poblacional de 389 personas por km².

## Demografía
En el 2000 la renta per cápita promedia del hogar era de $34,214, y el ingreso promedio para una familia era de $37,035. El ingreso per cápita para la localidad era de $16,671. Los hombres tenían un ingreso per cápita de $30,694 contra $20,227  para las mujeres.

## Geografía
Ladonia se encuentra ubicado en las coordenadas 32°27′56″N 85°5′20″O / 32.46556, -85.08889. Según la Oficina del Censo, la localidad tiene un área total de 8,3 km² (3,2 mi²), de la cual 8,3 km² (3,2 mi²) es tierra y 0 km² (0 mi²) (0.0%) es agua.